# Quadrato unitario

Il quadrato unitario nel piano reale.

Un quadrato unitario è un quadrato con lati di lunghezza 1. Spesso con "il" quadrato unitario si intende il particolare quadrato con vertici  (0, 0), (1, 0), (0, 1) e (1, 1).

## Nel piano reale
In un sistema di riferimento cartesiano di coordinate (x, y) il quadrato unitario è definito come il quadrato formato dai punti del piano in cui sia x che y sono compresi tra 0 e 1. In altre parole, il quadrato unitario è il prodotto cartesiano I × I, dove I denota l'intervallo unitario. La scelta di considerare l'intervallo unitario aperto o chiuso, così come quella di a quali estremi far terminare l'intervallo, non è univoca e dipende dall'utilizzatore, ma solitamente si sceglie come I l'intervallo chiuso [0,1].

## Nel piano complesso
Nel piano complesso, i vertici del quadrato unitario sono in 0, 1, i, e 1 + i.